# The Last in Line
The Last in Line je druhé studiové album americké heavy metalové skupiny Dio, vydané 13. července 1984. V roce 1984 album získalo zlatou desku za půl milionu prodaných kopií a v roce 1987 získalo platinovou desku za jeden milion prodaných kopií.

## Seznam skladeb
| Pořadí         | Název                     | Autor                       | Délka |
| -------------- | ------------------------- | --------------------------- | ----- |
| 1.             | We Rock                   | Dio                         | 4:33  |
| 2.             | The Last in Line          | Dio, Campbell, Bain         | 5:46  |
| 3.             | Breathless                | Dio, Campbell               | 4:09  |
| 4.             | I Speed at Night          | Dio, Campbell, Bain, Appice | 3:26  |
| 5.             | One Night in the City     | Dio, Campbell, Bain, Appice | 5:14  |
| 6.             | Evil Eyes                 | Dio                         | 3:38  |
| 7.             | Mystery                   | Dio, Bain                   | 3:55  |
| 8.             | Eat Your Heart Out        | Dio, Campbell, Bain, Appice | 3:50  |
| 9.             | Egypt (The Chains Are On) | Dio, Campbell, Bain, Appice | 7:01  |
| Celková délka: | Celková délka:            | Celková délka:              | 41:51 |

## Sestava
- Ronnie James Dio – zpěv
- Vivian Campbell – kytara
- Jimmy Bain – baskytara
- Claude Schnell – klávesy
- Vinny Appice – bicí